# Ruch Brześć (2016)
Ruch Brześć (biał. «Рух» Брэст, ТАА «Футбольны Клуб РУХ», TAA „Futbolny Kłub RUCH“, ang. Rukh Brest FC) – białoruski klub piłkarski, mający siedzibę w mieście Brześć, w południowo-zachodniej części kraju, który należy do Alaksandra Zajcewa. Obecnie występuje w Wyszejszej lidze.

## Historia
Chronologia nazw:
- 2016: Ruch Brześć (biał. «Рух» Брэст)

Rok, który można zobaczyć na logu drużyny symbolizuje początek piłki nożnej w Brześciu w czasach II RP. Historia tej drużyny się zaczyna w latach 20. XX wieku, wtedy drużyna miała nazwę KS Ruch Brześć. Aktywny udział w mistrzostwach Polesia dla Ruchu zaczyna się w 1934 roku. W 1936 roku drużyna osiąga pierwszy sukces w piłce nożnej na Polesiu wygrywając grupę Brześć Poleskiego OZPN.
W roku 1937 KS Ruch Brześć wygrywa mistrzostwa Polesia w piłce nożnej. W meczach finałowych Ruch się zmierzył z Kotwicą z Pińsku. Rok 1937 jest najbardziej pomyślny w historii drużyny w czasach II RP. KS Ruch w tym roku grał w finale eliminacji do Ekstraklasy w grupie IV z drużynami Śmigły Wilno i WKS Grodno. Nie udało mu się awansować do ekstraklasy. W 1939 roku KS Ruch znowu wygrał grupę Brześć poleskiego OZPN, jednak w meczach finałowych wygrało Ognisko Pińsk. Po wybuchu II Wojny Światowej klub przestał istnieć.
1 maja 2016 roku z inicjatywy fanów Dynamo z Brześcia została stworzona drużyna - Ruch, która rozpoczęła występować w lidze obwodu brzeskiego. W 2017 roku zespół zdobył srebrne medale mistrzostwa obwodu brzeskiego. W listopadzie 2017 roku ogłoszono, że Ruch stał się farm-klubem Dynama Brześć i rozpocznie następny sezon w drugiej lidze mistrzostw Białorusi. W pierwszym sezonie 2018 roku klub wygrał II ligę, co dało drużynie awans na sezon 2019 roku do I ligi mistrzostw Białorusi.

## Sukcesy
- Mistrz poleskiego OZPN:

 1937
- Zwycięzca grupy Brześć Poleskiego OZPN:

1936, 1937, 1939
- Wicemistrz obwodu brzeskiego:

 2016
- Mistrz II ligi mistrzostwa Białorusi w piłce nożnej:

 2018

## Piłkarze
Dane na 26 listopada 2020 r.
| №          | Zawodnik              | Państwo    | Data urodzenia | Poprzednia drużyna  | Odkąd w drużynie |
| Bramkarze  | Bramkarze             | Bramkarze  | Bramkarze      | Bramkarze           | Bramkarze        |
| ---------- | --------------------- | ---------- | -------------- | ------------------- | ---------------- |
| 1          | Alaksandr Niaczajeu   | Białoruś   | 21.04.1994     | FK Lida             | 2018             |
| 25         | Raman Stepanov        | Białoruś   | 06.08.1991     | Tarpieda Mińsk      | 2019             |
| 35         | Artem Denisenko       | Białoruś   | 12.04.1999     | Dynama Brześć       | 2020             |
| Obrońcy    |                       |            |                |                     |                  |
| 3          | Artem Rakhmanov       | Białoruś   | 10.07.1990     | Isłacz Minski Rajon | 2020             |
| 5          | William               | Brazylia   | 11.06.1996     |                     | 2020             |
| 13         | Oleksandr Migunov     | Ukraina    | 13.04.1994     | Kołos Kowaliwka     | 2020             |
| 24         | Vitali Gajduchik      | Białoruś   | 12.07.1989     | Tarpieda-BiełAZ     | 2020             |
| 50         | Oleksiy Kovtun        | Ukraina    | 05.02.1995     | Karpaty Lwów        | 2020             |
| 59         | Ilja Kałpaczuk        | Białoruś   | 09.10.1990     | FK Kauno Žalgiris   | 2018             |
| Pomocnicy  |                       |            |                |                     |                  |
| 7          | Oleg Nikiforenko      | Białoruś   | 17.03.2001     | Dynama Brześć II    | 2020             |
| 11         | Aleksey Antilevskiy   | Białoruś   | 02.02.2002     | Dynama Brześć II    | 2020             |
| 14         | Vladislav Vasiljev    | Kazachstan | 10.04.1997     | Dynama Brześć       | 2020             |
| 15         | Jarasłau Araszkiewicz | Białoruś   | 08.09.2000     | Dynama Brześć       | 2018             |
| 19         | Denis Grechikho       | Białoruś   | 22.05.1999     | Dniapro Mohylew     | 2019             |
| 20         | Artem Kontsevoj       | Białoruś   | 26.08.1999     | Dniapro Mohylew     | 2020             |
| 26         | Sergey Tikhonovskiy   | Białoruś   | 26.06.1990     | FK Haradzieja       | 2019             |
| 30         | Saviour Nwafor        | Nigeria    | 10.01.2002     |                     |                  |
| 31         | Maksim Czyż           | Białoruś   | 08.10.1993     | Dniapro Mohylew     | 2018             |
| 99         | Bogdan Sadovskiy      | Białoruś   | 01.08.1999     | FK Smorgonie        | 2020             |
| Napastnicy |                       |            |                |                     |                  |
| 9          | Vsevolod Sadovskiy    | Białoruś   | 04.10.1996     | Dynama Brześć       | 2020             |
| 10         | Evgeni Shevchenko     | Białoruś   | 06.06.1996     | Dynama Brześć       | 2020             |
| 15         | Egor Bogomolskiy      | Białoruś   | 03.06.2000     | Dynama Brześć II    | 2020             |
| 17         | Uadzisłau Marozau     | Białoruś   | 12.10.2000     | Dynama Brześć       | 2018             |
| 34         | Artem Petrenko        | Białoruś   | 01.03.2000     | Slavia Mozyrz       | 2020             |

## Zawodnicy w reprezentacji narodowej
Reprezentacja Białorusi U-21
| Zawodnik          | Liczba meczów | Odkąd w reprezentacji | Gole | Sukcesy |
| ----------------- | ------------- | --------------------- | ---- | ------- |
| Dzmitryj Sibileu  |               | 2019                  |      |         |
| Uadzisłau Marozau |               | 2019                  |      |         |

Reprezentacja Białorusi U-19
| Zawodnik         | Liczba meczów | Mecze                                                                 | Odkąd w reprezentacji | Gole | Sukcesy |
| ---------------- | ------------- | --------------------------------------------------------------------- | --------------------- | ---- | ------- |
| Dzmitryj Sibileu | 2             | Tadżykistan U-20 2:0 Białoruś U-19 Tadżykistan U-20 1:3 Białoruś U-19 | 2018                  |      |         |

## Statystyka wystąpień
| Sezon | Liga                                    | Pozycja końcowa | Mecze | Wygrane | Remis | Przegrane | Gole  | Punkty | Puchar             | Szczegóły                |
| ----- | --------------------------------------- | --------------- | ----- | ------- | ----- | --------- | ----- | ------ | ------------------ | ------------------------ |
| 2017  | Liga obwodu Brzeskiego strefa Zachodnia | 2               | 14    | 10      | 1     | 3         | 53-22 | 31     | nie bierze udziału | Awans do rundy finałowej |
| 2017  | Runda finałowa                          | 2               | 14    | 9       | 2     | 3         | 39-21 | 29     | nie bierze udziału |                          |
| 2018  | Druga Liga                              | 1               | 28    | 23      | 4     | 1         | 87-16 | 73     | nie bierze udziału | Awans do I ligi          |
| 2019  | Pierwsza Liga                           | TBD             | 30    |         |       |           |       |        | nie bierze udziału |                          |